# Mike Fuentes
Michael Christopher "Mike" Fuentes (San Diego, California, Estados Unidos, 14 de diciembre de 1984) es un músico, baterista y rapero estadounidense de ascendencia mexicana, conocido por haber sido el baterista de la banda post-hardcore Pierce the Veil, banda de la que formó parte junto a su hermano Vic Fuentes hasta su salida en 2017. Fuentes comenzó un proyecto de hip-hop en solitario bajo el nombre artístico de MikeyWhiskeyHands!, en el que el rapea. Fuentes firmó con la discográfica Velocity Records en marzo de 2012.

## Biografía

### Primeros años
Fuentes nació el 14 de diciembre de 1984 en la ciudad de San Diego, California, como el segundo hijo de Vivian y Victor Gamboa Fuentes, un exmúsico de jazz mexicano que actualmente trabaja como pintor. Tiene un hermano mayor con un año de diferencia, Vic, dos medio hermanos, David y Frank, y una media hermana, Debbie, todos ellos frutos del primer matrimonio de su madre. Es pariente del también músico Nick Martin, actual guitarrista de la banda Sleeping with Sirens.

### Carrera
En 1998, formó una banda llamada Early Times con su hermano mayor Vic. Sin embargo, después de lanzar tres EPs, la banda se vio obligada a cambiar de nombre debido a una violación de derechos de autor. El grupo cambió su nombre por el de Before Today. Después de firmar un contrato con la discográfica Equal Vision Records, la banda lanzó su único álbum, A Celebration of an Ending, en 2004, antes de separarse dos años más tarde.
En 2006, los hermanos Fuentes formaron una banda llamada Pierce the Veil. El bajista Jaime Preciado y el guitarrista Tony Perry se integraron a la banda un año más tarde, en 2007. Pierce the Veil lanzó su disco debut A Flair for the Dramatic en enero de ese mismo año. La banda lanzó dos álbumes más, Selfish Machines (2010) y Collide with the Sky (2012), y realizó una serie de giras mundiales en América del Norte, América del Sur, Australia, Asia y Europa. También han tocado en grandes festivales de música como Rock am Ring and Rock im Park, los festivales de Reading y de Leeds, Warped Tour, Soundwave Festival y el Slam Dunk Festival. La banda compartió escenario con bandas como Bring Me the Horizon, All Time Low, Sleeping with Sirens, Tonight Alive y A Day to Remember. Junto a su hermano Vic, Fuentes también estuvo involucrado en el súper grupo musical, Isles & Glaciers. Después de tocar en un show en 1999 y lanzar un EP en 2001, la banda se separó. Fuentes también fue guitarrista en una gira de la banda, Cinematic Sunrise.

## Discografía

### Before Today
- A Celebration of an Ending (2004)

### Pierce the Veil
- A Flair for the Dramatic (2007)
- Selfish Machines (2010)
- Collide with the Sky (2012)
- "Misadventures" (2016)

### Isles and Glaciers
- The Hearts of Lonely People EP – (2010)

### MikeyWhiskeyHands!
Álbumes
- Get Your Mind Right (2012)

Sencillos
- "Money Matrz, Bitches Don't"
- "Straight Golden" con "The Saintz"
- "Tonight (Living the Life)"
- "Party with the Band"
- "This Ain't a Game" (junto a Johnny Craig (alias Dr..Craig))
- "$Ex, Drugz y WhiskeyHands" (Junto a Johnny Craig "Dr. Craig" y Jaime Preciado "El Architechhh")

### Giras
The World Tour (Leg One): Junto Sleeping with Sirens, Beartooth, This Wild Life.